# Dagny Juel

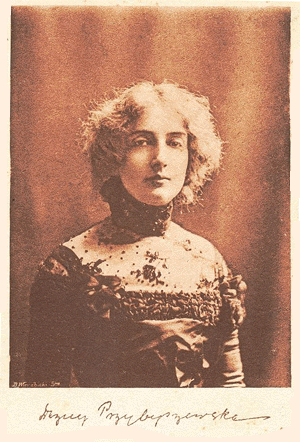
Dagny Przybyszewska, 1894

Dagny Juel, geborene Dagny Juell, verheiratete Dagny Przybyszewska (* 8. Juni 1867 in Kongsvinger, Norwegen; † 5. Juni 1901 in Tiflis, Russisches Kaiserreich) war eine norwegische Schriftstellerin.

## Familie
Dagny Juell war das zweites Kind von dem Arzt Hans Lemmich Juell und Minda Albertsdatter Juell (geborene Blehr). Sie hatte drei Schwestern: Ragnhild Bäckströmer (geborene Juell), Gudrun Westrup (geborene Juell) und Astrid Juell. Ebenfalls hatte sie einen kleinen Bruder Hans Lemmich Juell, der jedoch bereits im Alter von vier Monaten starb. Ihr Onkel Otto Albert Blehr wurde ein Norwegischer Ministerpräsident.

## Leben

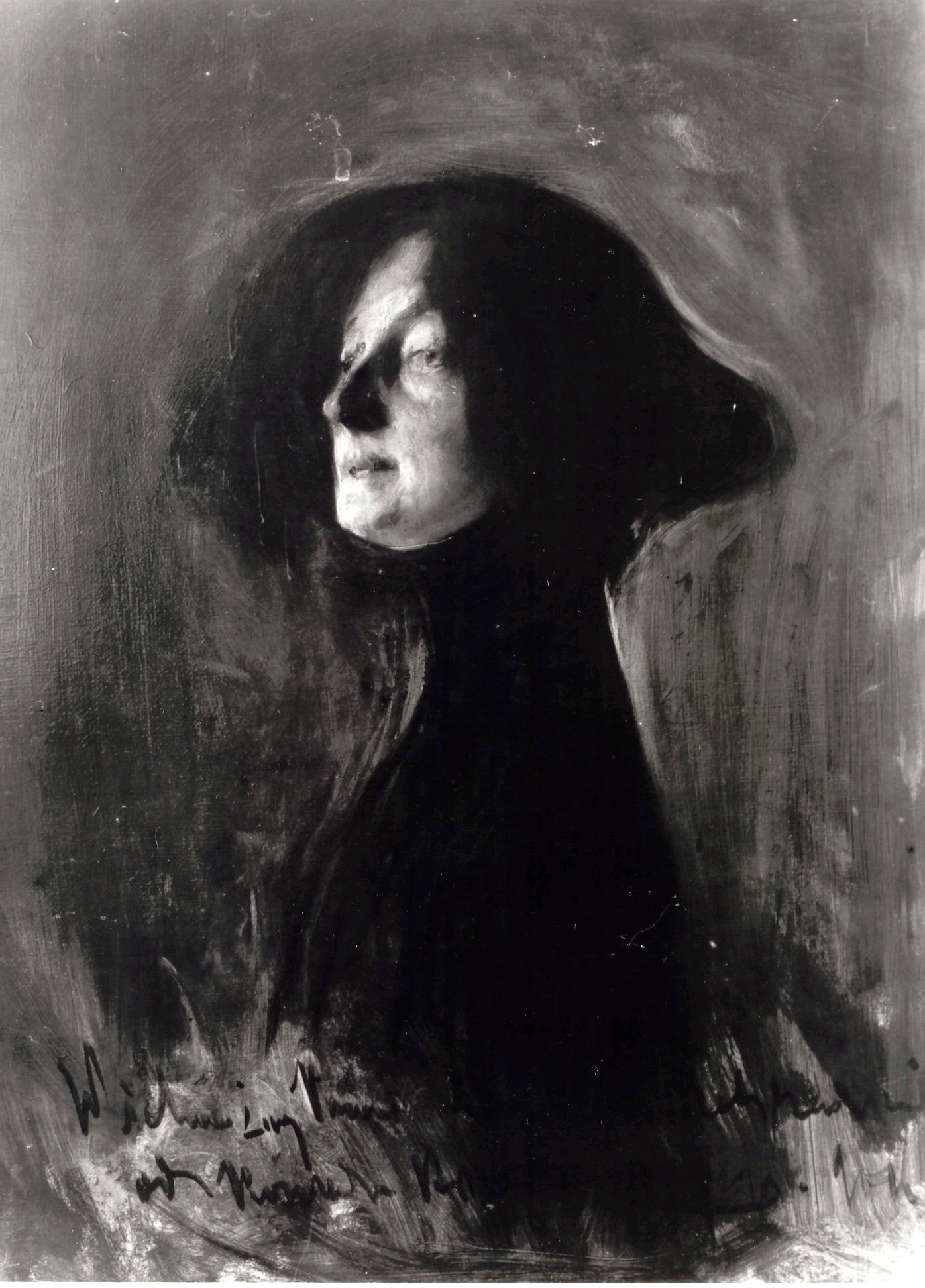
Porträt Dagny Juels von Konrad Krzyżanowski, 1901. Das Gemälde wurde im Zweiten Weltkrieg geraubt oder vernichtet.

Die Arzttochter Dagny Juell studierte ab 1892/1893 in Berlin Musik und wurde zur Muse der dortigen skandinavischen Studenten. Zum Kreis ihrer Freunde zählten Edvard Munch und August Strindberg. Munch malte sie als Madonna.
1893 wurde sie die Ehefrau des polnischen Schriftstellers Stanisław Przybyszewski, der in denselben Kreisen verkehrte. Mit ihm hatte sie zwei Kinder: Zenon (* 1895) und Iwa (* 1897).
Im Jahr 1898 zog das Ehepaar nach Krakau. Die Ehe litt offenbar an Juells Ruf, eine Femme fatale zu sein, wobei Przybyszewski selbst sexueller Freizügigkeit keineswegs abgeneigt war. 1901 war die Ehe zerrüttet, so dass die beiden sich trennten. Juell unternahm mit einem jungen Krakauer Liebhaber, Władysław Emeryk, eine Reise nach Georgien. Dort wurde sie von ihm, offenbar aus Eifersucht, erschossen. Emeryk brachte sich daraufhin selber um.

## Werke (norwegisch)
Zu Lebzeiten veröffentlichte Dagny Juell fast nichts. Auch in Norwegen wurden erst 1996 die literarischen Arbeiten ediert. Darum fehlen auch im Folgenden die Erscheinungsdaten.
- Den sterkere (Drama)
- Ravnegård (Drama)
- När solen går ned (Drama)
- Synden (Drama)
- Rediviva (Novelle)

## Werke (deutsch)
- Flügel in Flammen. Gesammelte Werke. Aus dem Norwegischen und mit einem Essay von Lars Brandt. Weidle Verlag, Bonn 2019, ISBN 978-3-938803-91-2.[9]

## Filme über Dagny Juel
- Dagny, ein polnisch-norwegischer Film des Regisseurs Haakon Sandøy (1978).
- Dead Madonna, ein norwegischer Dokumentarfilm von Ingeranna Krohn-Nydal und Evald Otterstad (2006).

## Musik
Kari Bremnes widmet ihr auf dem Album Og så kom resten av livet (2012) das Lied På kanten av et liv.